# 스팬에어
스팬에어(영어: Spanair)는 스페인의 팔마 데 마요르카에 자리잡고 있던 항공사였다. 이 항공사는 최근까지 스칸디나비아 항공의 하위 항공사였으나, 현재 스칸디나비아 항공은 이 항공사의 거의 20%정도의 지분만을 보유하고 있다. 스팬에어는 스페인과 유럽, 그리고 서아프리카 간의 정기편을 운항하고 있으며, 여행사들을 위한 특별 전세기도 운항했었다. 팔마 데 마요르카 공항을 거점 도시로, 마드리드의 바라하스 공항과 바르셀로나 공항을 허브 공항으로 두었었다. 하지만 항공사 구조 조정을 하면서 2012년 1월 27일에 운항이 중지 되었다.

## 역사

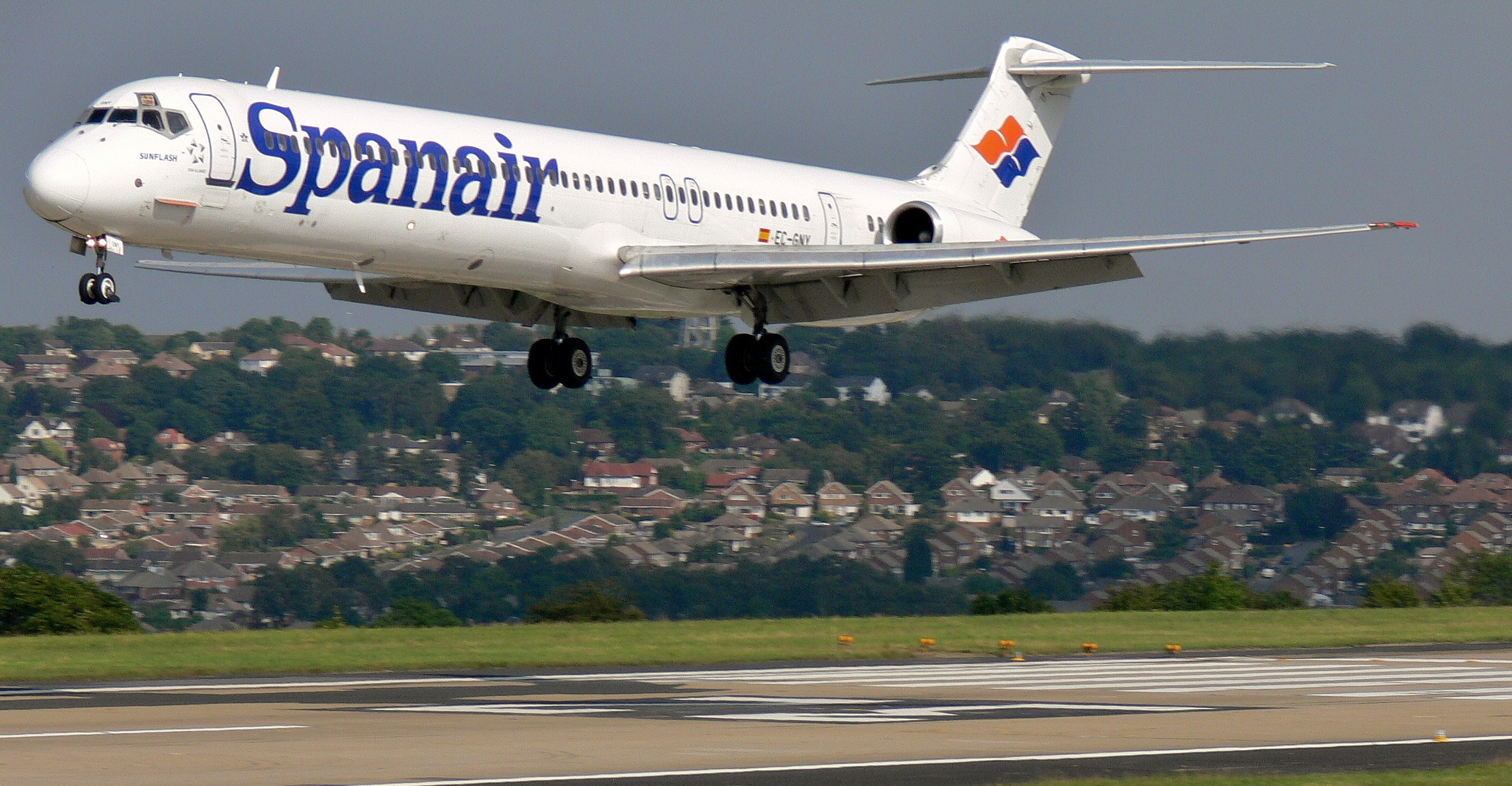
영국 리즈 브래드포드 공항에서의 스팬에어 맥도넬더글러스 MD-83. (퇴역)

스팬에어는 1986년 12월에 창립되어 1988년 3월에 영업을 시작하였다. 스칸디나비아 항공과 Viajes Marsans와 합작으로 세워졌으며, 유럽 국가간 전세기 운영을 시작하였다. 1991년에 미국, 멕시코, 그리고 도미니카 공화국 간의 장거리 운항을 시작하였으며, 국내선 정기편 영업은 1994년 3월에 개시하였다. 1990년대 후반에 보잉 767-300 기종을 이용하여 부에노스 아이레스와 워싱턴 D.C.간 장거리 운항을 운영하기도 하였다. 이후 2003년에 스팬에어는 스타 얼라이언스에 가입하였다.
SAS 그룹은 이 회사 지분의 94%를 소유하고 있다. SAS 그룹은 2007년 6월 13일 기자 회견을 통해 스팬에어의 지분을 팔 것이라고 밝혔다. 하지만 SAS가 설정했던 스팬에어의 가치에 맞는 지분 인수 제안이 나오지 않아 2008년 6월 19일에 이러한 투자 철회는 취소되었다. 그러나, 2009년 1월 30일에 Consorci de Turisme de Barcelona와 Catalana d'Inciatives가 이끄는 카탈루냐 투자자 그룹이 입찰하여, 결과적으로 이를 승낙함으로써 SAS 그룹은 2대 대주주가 되었다..
마드리드 충돌 당일의 더 타임스의 리포트에서는 회사의 생존능력에 대한 의구심때문에 임직원들이 파업을 경고하고 있었다고 주장했다,

## 기내 서비스
서유럽 구간을 이용하는 이코노미 클래스 승객은 돈을 내고 식음료를 구매할 수 있다.

## 사건 및 사고
중앙유럽 여름 시간 기준으로 2008년 8월 20일 14시 45분, 마드리드 바라하스 공항 4 터미널에서 165명의 승객과 9명의 승무원을 태우고 라스 팔마스 국제공항 향해 이륙하던 스팬에어 5022편 맥도넬더글러스 MD-83 항공기가 추락한 사고로, 172명 중 18명만이 살아남았다. 당시 19명이 구조되었으나, 1명은 추락 3일 후에 병원에서 사망하였다.
추락사고 보고서에서는 플랩 장치의 결함과 조종석의 경보 시스템이 수리되지 않고 있었던 것을 제대로 인지하지 못했던 정비사의 실책을 사고의 원인으로 추정하였다.

## 보유 기종
- 2009년 2월 기준으로 스팬에어는 다음과 같이 기종을 구성하고 있다.[7]

## 같이 보기
- 스페인의 교통